# مدرسة علمية مروي 2
مدرسة علمية مروي 2 هي مدرسة الإسلامية تاريخية تعود إلى دولة بهلوية، وتقع في طهران.